# 애빌린의 역설
애빌린의 역설(영어: Abilene paradox, 애빌린 패러독스)은 한 집단 내에서 그 집단의 모든 구성원이 각자가 다 원하지 않는 방향의 결정임에도 불구하고 모두 함께 자신의 의사와 상반되는 결정을 내리는 데 동의하는 역설을 말한다. 이 현상은 집단 내의 구성원 각자가 자신이 소속된 집단의 의견이 자신의 것과는 반대되는 것이라고 잘못 생각하고 감히 집단의 의견에 반대하지 못한 채 동의 하는 것으로, 집단 내의 의사소통이 제대로 이루어지지 못하는 경우에 해당한다.
영어로는 peer pressure 라고도 한다.

## 기원
이 역설은 경영 전문가인 제리 B. 하비(Jerry B. Harvey)가 자신의 논문인 "애빌린의 역설과 경영에 대한 다른 고찰"에서 언급한 것이다. 이 현상의 이름은 하비가 그 역설을 명확하게 설명하기 위해 사용한 글의 일화에서 비롯되었다:
| “ | 텍사스주 콜맨을 방문한 어느 여름날 오후에 그 가족은 선풍기 앞에서 한가롭게 도미노 게임을 하고 있었다. 그런데 갑자기 그의 장인이 53마일 떨어진 애빌린에 저녁 식사나 하러 가자는 제안을 했다. 그러자 그의 아내가 "그거 괜찮은 생각이군요."라고 말했다. 남편은 애빌린까지 운전해서 가려면 오래 걸리는 데다가 이런 날씨에 차 안이 무척이나 더울 것이어서 걱정이 되었지만, 장인과 아내가 가고 싶어하는데 자기만 처가의 의견에 반대하는 것이라고 생각하고 다음과 같이 말했다. "그거 괜찮은 생각이네요. 장모님도 가고 싶어 하셨으면 좋겠네요." 그러자 장모님이 말씀하셨다. "물론 나도 가고 싶단다. 애빌린에 가본 지 꽤 오래되었거든." 애빌린으로 가는 차 안에서 그들은 더웠고, 오랜 시간 동안 먼지에 시달려야 했다. 카페에 도착했을 때, 음식은 그들이 온 길만큼이나 나빴다. 그들은 지칠대로 지쳐서 4시간 뒤에 집으로 돌아왔다. 그들 중 한 사람이 정직하지 못하게도 다음과 같이 말했다. "아주 즐거운 여행이었어요. 그렇지요?" 그러자 장모님이 자신은 사실 집에 있고 싶었지만 다른 세 사람이 애빌린에 가자고 난리를 치는 바람에 어쩔 수 없이 따라 나섰다고 말씀하셨다. 그러자 남편이 말했다. "저도 애빌린에 그렇게 가고 싶지 않았어요. 저는 단지 다른 사람들이 원하는 대로 하려고 갔을 뿐이라구요." 그러자 아내도 말했다. "전 당신 좋으라고 갔던 거예요. 이렇게 더운 날 바깥에 나가기를 원하면 미친 거라구요." 그 이야기를 들은 장인이 입을 열었다. 단지 자신은 다른 사람들이 지루해하는 것 같아서 그냥 제안을 해 본것 뿐이었다고 말이다. 가족은 자리에 앉았고, 가족 중 누구도 원하지 않았는데 그들 모두 애빌린에 가는 데 찬성했다는 사실에 난처해 했다. 그들 각자는 편안하게 자리에 앉아있기를 원했지만, 이제 그들이 즐기고 싶어한 오후 시간은 애빌린에 갔다 오는 사이에 흘러가 버린 것이었다. | ” |

## 집단 사고
이 현상은 집단 사고의 한 형태이다. 사회 심리학 이론에 따르면, 사회적 일치와 사회적 인식이란 개념이 이 현상을 설명하는 데 유용하다. 인간 존재는 자주 집단의 경향에 반대로 행동하는 것을 매우 싫어한다는 것이다. 마찬가지로 심리학의 다른 이론으로도 이 현상을 설명할 수 있다. 사람들의 말이나 행동 뒤에는 자주 숨겨진 동기와 간접적인 신호가 작용하고 있다는 것이다. 사회적인 불이익이 주어지기 때문에, 개인은 그 불이익을 두려워 하여 자신의 느낌을 직접적으로 드러내거나 드러내놓고 자신의 욕망을 추구하고 싶지만 그렇게 할 용기를 내지 못한다.
애빌린의 역설은 집단 사고의 개념과 연관되어 있다. 두 이론은 모두 사회적인 맥락에서 집단의 행동을 관찰한 결과를 설명하려고 등장하였다. 애빌린의 역설 이론의 요점은, 집단이 집단 구성원의 동의를 처리하는 데 마치 집단 내의 반대의견을 다루는 것처럼 많은 문제를 겪게 된다는 점이다. 이 관찰은 사회 과학 분야의 많은 연구자들의 연구를 통해 사실로 알려졌으며, 개인과 집단 행동에 대한 다른 이론들의 근거로 사용되곤 한다.

## 이론의 적용
이 이론은 특히 "위원회에 의한 규칙"(rule by committee)의 우월성을 이해시키려고, 기업체가 극단적으로 형편없는 결정을 내리는 경우를 설명하는 데 자주 사용되곤 한다. 또한 이 이론은 경영 훈련과정이나 경영 연구에서 언급되는 만큼이나 실제적으로 컨설턴트가 각종 단체 구성원들에게 조언을 할 때에도 사용되고 있다. 단체가 어떤 결정을 내려야 할 때가 되었을 경우에, 그 구성원들은 내려진 결정이 집단 구성원들의 합법적인 바람이든지 아니면 단지 집단사고의 결과이든지 간에 서로에게 "우리가 애빌린에 가게 되는 것은 아닐까?"라고 물어 보아야만 한다는 것이다. 이 일화는 또한 단편 영화로 만들어져 경영 교육에 활용되고 있다.

## 같이 보기
- 대중에 의한 논증(Argumentum ad populum)
- 기본 귀인 오류(Fundamental attribution error)
- 집단 극화(Group polarization)
- 집단 사고
- 다원적 무지(Pluralistic ignorance)
- 예측시장(Prediction market)
- 의사합의(Pseudoconsensus)
- 대중의 지혜(The Wisdom of Crowds)

## 참조
1. ↑  Inderscience Publishers Ltd
2. ↑  . Resisting the change to user stories: a trip to Abilene
3. ↑  Harvey, Jerry B. (1974년 Summer월). “"애빌린의 역설과 경영에 대한 다른 고찰"(The Abilene Paradox and other Meditations on Management)”. 《Organizational Dynamics》 3 (1): 63. doi:10.1016/0090-2616(74)90005-9.
4. ↑  “Abilene Paradox 2nd Edition Training Video - Improve Group Decisions and Prevent False Consensus”. 2010년 8월 21일에 원본 문서에서 보존된 문서. 2009년 1월 13일에 확인함.

## 참조 문헌
- 하비, 제리 B. (1988). "애빌린의 역설과 경영에 대한 다른 고찰"(The Abilene Paradox and Other Meditations on Management). 렉싱턴, Mass: Lexington Books.
- 하비, 제리 B. 애빌린의 역설(The Abilene Paradox). San Francisco: Jossey-Bass, 1996.
- 하비, 제리 B. (1999). "항상 내가 뒤에서 칼에 찔린다면, 내 지문이 칼 위에 있을까?"(How Come Every Time I Get Stabbed In The Back, My Fingerprints Are on The Knife?). San Francisco: Jossey-Bass.